# شهر تاریخی اسفراین
شهر تاریخی اسفراین مربوط به صدر اسلام تا دوره صفوی است و در اسفراین، جنوب شهر واقع شده و این اثر در تاریخ ۵ آذر ۱۳۸۰ با شمارهٔ ثبت ۴۴۹۷ به‌عنوان یکی از آثار ملی ایران به ثبت رسیده است.